# Aphyosemion labarrei
Aphyosemion labarrei är en fiskart som beskrevs av Poll, 1951. Aphyosemion labarrei ingår i släktet Aphyosemion och familjen Nothobranchiidae. IUCN kategoriserar arten globalt som livskraftig. Inga underarter finns listade i Catalogue of Life.